# Levalamp
Levalamp är en sjö i Bollnäs kommun i Hälsingland och ingår i Testeboåns huvudavrinningsområde.